# Porobelba robusta
Porobelba robusta är en kvalsterart som beskrevs av Mihelcic 1955. Porobelba robusta ingår i släktet Porobelba och familjen Damaeidae. Inga underarter finns listade i Catalogue of Life.